# Friedrich Wilhelm von Haenlein
Friedrich Ernst Franz Wilhelm von Haenlein (* 25. Oktober 1830 in Kassel; † 6. Oktober 1893 in Blankenburg (Harz)) war ein preußischer Generalleutnant.

## Leben

### Herkunft
Friedrich Wilhelm war ein Sohn des preußischen Diplomaten Ludwig von Haenlein (1790–1853) und dessen Ehefrau Louise, geborenen Schuster († 1879). Sein Vater war Gesandter bei dem oldenburgischen, den mecklenburgischen Höfen und bei den Hansestädten.

### Militärkarriere
Haenlein erhielt seine Schulbildung auf dem Werderschen Gymnasium in Berlin. Nach seinem Abschluss trat er am 10. Januar 1849 als Husar in das 3. Husaren-Regiment der Preußischen Armee ein und nahm bei der Niederschlagung der Badischen Revolution am Gefecht bei Ladenburg und der Belegerung von Rastatt teil. Bis Anfang November 1850 avancierte er zum Sekondeleutnant und war ab Oktober 1851 auf zwei Jahre zur Militär-Reitschule kommandiert. Er wurde am 26. Oktober 1858 zum Premierleutnant und am 30. Juni 1859 zum Rittmeister befördert. Anfang Oktober 1859 folgte seine Kommandierung als Eskadronführer beim 3. Landwehr-Husaren-Regiment sowie am 12. Mai 1860 beim 2. kombinierten Dragoner-Regimentals. Aus diesem Verband ging zum 4. Juli 1860 das Magdeburgische Dragoner-Regiment (Nr. 6) hervor, in dem Haenlein als Chef der 2. Eskadron diente. Am 3. April 1862 wurde er als Adjutant der 5. Division in Frankfurt (Oder) kommandiert und Anfang Mai 1863 unter Belassung in diesem Kommando in das 2. Schlesische Dragoner-Regiment Nr. 8 versetzt. Mit der Ernennung zum Eskadronchef trat Haenlein am 13. Juni 1863 zu diesem Regiment zurück in den Truppendienst.
Während des Krieges gegen Dänemark nahm er 1864 an den Gefechten bei Vielhoi und Rackebüll teil. Nach Kriegsende wurde Haenlein am 10. Dezember 1864 unter Versetzung in das Brandenburgische Husaren-Regiment (Zietensche Husaren) Nr. 3 als Adjutant zum Generalkommando des III. Armee-Korps in Berlin kommandiert. Am 12. April 1866 kehrte er als Eskadronchef zu diesem Regiment zurück und nahm während des folgenden Krieges gegen Österreich an den Gefechte bei Liebenau und Liebesitz sowie der Schlacht bei Königgrätz teil. Für sein Wirken erhielt Haenlein das Kreuz der Ritter des Königlichen Hausordens von Hohenzollern mit Schwertern.
Haenlein avancierte am 18. November 1868 zum Major und rückte am 17. März 1870 zum etatmäßigen Stabsoffizier im Regiment auf. In dieser Funktion nahm er nach den Beginn des Krieges gegen Frankreich zunächst an der Schlacht bei Vionville teil, in dessen Verlauf sein Regimentskommandeur Hans Joachim von Zieten schwer verwundet wurde und kurz darauf verstarb. Für die weitere Dauer des Krieges übernahm Haenlein am 16. August 1870 die Führung des Regiments in den Schlachten bei Gravelotte und Orleans sowie den Gefechten bei Épernon, Courville, Montdubleau, Salbris, Vierzon, Longpré und La Flèche. Nach dem Vorfrieden von Versailles gab er am 19. April 1871 die Führung an den neuen Regimentskommandeur Egmont von Rauch ab.
Ausgezeichnet mit beiden Klassen des Eisernen Kreuzes wurde Haenlein am 16. August 1873 zur Führung des 1. Schlesischen Husaren-Regiments Nr. 4 kommandiert. Nachdem man ihn am 2. September zum Oberstleutnant befördert hatte, beauftragte man ihn am 16. Oktober 1873 unter Stellung à la suite mit der Führung und ernannte ihn schließlich am 17. Februar des Folgejahres zum Kommandeur dieses Verbandes. Als solcher wurde er am 20. September 1876 zum Oberst befördert und im September 1879 durch seinen Regimentschef Großfürst Michael Nikolajewitsch Romanow mit dem Orden der Heiligen Anna II. Klasse mit Brillanten dekoriert. Unter Stellung à la suite des Regiments wurde er am 11. November 1882 zum Kommandeur der 5. Kavallerie-Brigade in Frankfurt (Oder) ernannt und avancierte zehn Tage später zum Generalmajor. Aus gesundheitlichen Gründen nahm Haenlein Mitte Februar 1884 einen dreimonatigen Urlaub nach Italien.
Mit der Beförderung zum Generalleutnant wurde er am 15. November 1887 zu den Offizieren von der Armee versetzt. Obwohl zur Verwendung als Divisionskommandeur empfohlen, musste er aus gesundheitlichen Gründen seinen Abschied einreichen. Er erhielt am 3. April 1888 die Erlaubnis, das Protektorat über den in Breslau gegründeten Verein ehemaliger Kameraden des Husaren-Regiments Nr. 4 zu übernehmen und wurde am 5. Mai 1888 mit dem Stern zum Kronen-Orden II. Klasse ausgezeichnet. Unter Verleihung des Sterns zum Roten Adlerorden II. Klasse mit Eichenlaub wurde er am 27. November 1888 mit Pension zur Disposition gestellt.
Er starb unverheiratet am 6. Oktober 1893 in Blankenburg (Harz).